# Кнеутердейк
Кнётердейк (нидерл. Kneuterdijk) — расположенный в Гааге бывший королевский дворец. Построен в стиле Людовика XIV в 1716 году архитектором Даниэлем Маро. Первым владельцем дворца был граф Вассанар-Обден. После него дворец унаследовал его брат Йохан Вильгельм. Его правнучка Мария продала дворец королю Виллему I в 1816 году. Дворец служил официальной резиденцией для наследного принца Виллема, будущего короля Виллема II и его супруги Анны Павловны в первой половине девятнадцатого века. 
Их внук, принц Виллем использовал дворец в качестве своей резиденции с 1858 года и до своей смерти в 1879 году. В 1930-х годах дворец иногда посещала принцесса Юлиана, останавливаясь здесь не более чем на ночь. Здесь располагался антикризисный комитет Нидерландов, действующий в 1930-х годах. После Второй мировой войны голландские коллаборационисты были осуждены в большом зале дворца, некоторым из них была объявлена смертная казнь. Затем здание было передано Министерству финансов, которое использовало его многие годы. В 2008—2011 годах в здании проводился ремонт. С июня 2011 года и по настоящее время там располагается Государственный совет. 5 октября 2011 года, после ремонта, здание было открыто королевой Беатрикс. 
За дворцом находится небольшой сад, который был частью королевского сада. Остальная часть сада была продана потомками Виллема II из-за его долгов.